# 艾施泰滕
艾施泰滕是德国巴伐利亚州的一个市镇。总面积9.35平方公里，总人口2954人，其中男性1436人，女性1518人（2011年12月31日），人口密度316人/平方公里。